# Mirjana Ognjenović
Mirjana Ognjenović (Zagabria, 17 settembre 1953) è un'ex pallamanista croata, fino al 1992 jugoslava.

## Palmarès

### Olimpiadi
- 2 medaglie:
  - 1 oro (Los Angeles 1984)
  - 1 argento (Mosca 1980)